# John Barrett (politiker)
John Andrew Barrett, född 11 februari 1954, är en brittisk liberaldemokratisk politiker. Han var parlamentsledamot för valkretsen Edinburgh West från valet 2001 till valet 2010.